# Claude Fohlen
Claude Fohlen, né à Mulhouse, le 11 mai 1922 et mort le 13 juin 2008 à Boulogne-Billancourt est un historien français spécialiste de l'Amérique du Nord.

## Biographie
Issu d'une famille alsacienne, il voit ses études contrariées par les vicissitudes de la Seconde Guerre mondiale.
Reçu premier à l'agrégation d'histoire en 1946, il consacre sa thèse de doctorat, soutenue en 1954, à L'industrie textile sous le Second Empire, distinguant notamment entre un « modèle normand » et un « modèle alsacien » de reproduction des élites. Assistant à l'Université de Lille en 1949, il est nommé professeur d'histoire contemporaine à l'université de Besançon en 1955. En 1968, il est le premier titulaire de la chaire d'histoire de l'Amérique du Nord à la Sorbonne (puis à l’Université Paris I), qu'il occupe jusqu'à sa retraite en 1988.
Il a enseigné à l'Université Yale (1957), puis a prononcé de nombreuses conférences à Berkeley, Stanford, Newark, Harvard.
Il est décédé le 13 juin 2008 à l'âge de 86 ans.

### Vie privée
Il épouse en 1953 la philologue Jeannine Fohlen.

## Publications
- Histoire de Besançon (Cêtre, 1965-66 rééditée en 1981)
- L'Amérique anglo-saxonne de 1815 à nos jours (Nouvelle Clio, 1965)
- La France de l'Entre-deux-guerres (1966)
- L'agonie des Peaux-Rouges (Éditions Resma, 1970)
- Qu'est-ce que la révolution industrielle? (Robert Laffont, 1971)
- La vie quotidienne au Far West. 1860-1890 (Hachette, 1974)
- L’Amérique de Roosevelt (Imprimerie nationale, 1982)
- Les Indiens d’Amérique du Nord (PUF, coll. « Que sais-je ? », 1985)
- Thomas Jefferson à Paris (Perrin, 1985)
- Les États-Unis au XXe siècle (Aubier, 1988)
- Les Pères de la Révolution américaine (Albin Michel, 1989)
- De Washington à Roosevelt. L'ascension d'une grande puissance 1776-1945.
- Les Noirs aux États-Unis. PUF, coll. « Que sais-je ? », 1967.
- Benjamin Franklin, L’Américain des Lumières, collection Biographies, Payot (2000)